# Gouvernement Aznar II
 (janvier 2023).
Si vous disposez d'ouvrages ou d'articles de référence ou si vous connaissez des sites web de qualité traitant du thème abordé ici, merci de compléter l'article en donnant les références utiles à sa vérifiabilité et en les liant à la section « Notes et références ».
Royaume d'Espagne
Aznar I Zapatero I
Le gouvernement Aznar II (en espagnol : Segundo Gobierno Aznar) est le gouvernement du Royaume d'Espagne entre le 28 avril 2000 et le 18 avril 2004, durant la septième législature des Cortes Generales

## Historique du mandat
Dirigé par le président du gouvernement conservateur sortant José María Aznar, ce gouvernement est constitué par le Parti populaire (PP). Seul, il dispose de 183 députés sur 350, soit 52,3 % des sièges du Congrès des députés, et 150 sénateurs sur 259, soit 57,9 % des sièges du Sénat.
Il est formé à la suite des élections générales du 12 mars 2000.
Il succède donc au gouvernement Aznar I, constitué par le seul PP, soutenu par Convergence et Union (CiU), le Parti nationaliste basque (EAJ/PNV) et la Coalition canarienne (CC).

### Formation
Au cours du scrutin, le PP gagne 605 100 voix favorables, ce qui lui permet de progresser de 23 députés et 15 sénateurs élus directement. Le Parti socialiste ouvrier espagnol (PSOE), première force de l'opposition, allié au Parti des socialistes de Catalogne (PSC) et au Parti démocratique de la nouvelle gauche (PDNI), est le premier grand perdant de ces élections, puisqu'il abandonne 1 506 900 suffrages, soit un recul de 16 sièges de députés et 21 mandats directs de sénateurs. Le secrétaire général du PSOE Joaquín Almunia annonce alors sa démission. De même, la Gauche unie (IU) perd 1 376 700 suffrages et 13 de ses 21 députés. En nombre de sièges au Congrès, la troisième place revient en effet à CiU, qui engrange 16 élus au Congrès et devient la première force nationaliste régionale à occuper la troisième position dans l'arc parlementaire.
Le 26 avril, Aznar est investi par 202 voix pour et 148 voix contre, ayant bénéficié du soutien de CiU et de la CC, tandis que l'EAJ/PNV a cette fois-ci choisi de se placer dans l'opposition. Il forme ensuite un gouvernement de 16 ministres, dont trois femmes et quatre indépendants. Le ministère de l'Économie et des Finances est scindé en deux, le ministre de l'Économie Rodrigo Rato conservant le rang de second vice-président, le ministère de l'Industrie est lui aussi divisé entre celui de l'Économie et le tout nouveau ministère de la Science et de la Technologie, et un poste de ministre sans portefeuille est créé pour le porte-parole du gouvernement. Le ministre de l'Éducation Mariano Rajoy devient le numéro deux du cabinet en tant que premier vice-président et ministre de la Présidence, tandis que le président du Congrès entre 1996 et 2000 Federico Trillo est désigné ministre de la Défense. Francisco Álvarez-Cascos, remplacé par Rajoy, passe au second plan comme ministre de l'Équipement, alors que Rafael Arias-Salgado et Isabel Tocino quittent leurs fonctions ministérielles.

### Évolution
Aznar procède à un ample remaniement ministériel le 10 juillet 2002, trois semaines après une importante grève générale et à moins de deux ans des élections générales auxquelles il ne sera pas candidat. Rajoy, devenu ministre de l'Intérieur en février 2001, retrouve le ministère de la Présidence et y ajoute les fonctions de porte-parole. Le président de la Généralité valencienne Eduardo Zaplana est désigné ministre du Travail, et le secrétaire général du PP Javier Arenas revient au sein de l'exécutif en tant que ministre des Administrations publiques. Le ministre des Affaires étrangères Josep Piqué passe au portefeuille de la Science pour consacrer plus de temps à son engagement politique en Catalogne et laisse sa place à Ana Palacio, première femme à diriger la diplomatie espagnole.
Un ajustement ministériel est également réalisé le 4 septembre 2003, à la suite de la désignation de Mariano Rajoy comme candidat à la présidence du gouvernement et secrétaire général du PP, et de l'investiture de Piqué comme chef de file du PP aux élections autonomiques en Catalogne. Rodrigo Rato devient alors premier vice-président, Arenas ministre de la Présidence, et Zaplana porte-parole du cabinet.

### Succession
Lors des élections parlementaires du 14 mars 2004, le PP est devancé par le PSOE et le PSC, qui n'emportent qu'une majorité relative. Ayant négocié le ralliement des autres forces de gauche, José Luis Rodríguez Zapatero est investi à la tête de l'exécutif et forme son premier gouvernement. Il établit en outre, jusqu'à la fin du gouvernement suivant, le record de longévité d'un cabinet depuis la fin du franquisme.

## Composition

### Initiale (28 avril 2000)
- Les nouveaux ministres sont indiqués en gras, ceux ayant changé d'attribution en italique.

| Portefeuille                                                                               | Titulaires | Titulaires | Titulaires                              | Parti |
| ------------------------------------------------------------------------------------------ | ---------- | ---------- | --------------------------------------- | ----- |
| Président du gouvernement                                                                  |            |            | José María Aznar López                  | PP    |
| Premier vice-président du gouvernement Ministre de la Présidence                           |            |            | Mariano Rajoy Brey                      | PP    |
| Second vice-président du gouvernement pour les Affaires économiques Ministre de l'Économie |            |            | Rodrigo de Rato y Figaredo              | PP    |
| Ministre des Affaires étrangères                                                           |            |            | Josep Piqué i Camps                     | PP    |
| Ministre de la Justice                                                                     |            |            | Ángel Jesús Acebes Paniagua             | PP    |
| Ministre de la Défense                                                                     |            |            | Federico Trillo-Figueroa Martínez-Conde | PP    |
| Ministre des Finances                                                                      |            |            | Cristóbal Ricardo Montoro Romero        | PP    |
| Ministre de l'Intérieur                                                                    |            |            | Jaime Mayor Oreja                       | PP    |
| Ministre de l'Équipement                                                                   |            |            | Francisco Álvarez-Cascos Fernández      | PP    |
| Ministre de l'Éducation, de la Culture et des Sports                                       |            |            | Pilar del Castillo Vera                 | Sans  |
| Ministre du Travail et des Affaires sociales                                               |            |            | Juan Carlos Aparicio Pérez              | PP    |
| Ministre de l'Agriculture, de la Pêche et de l'Alimentation                                |            |            | Miguel Arias Cañete                     | PP    |
| Ministre des Administrations publiques                                                     |            |            | Jesús María Posada Moreno               | PP    |
| Ministre de la Santé et de la Consommation                                                 |            |            | Celia Villalobos Talero                 | PP    |
| Ministre de l'Environnement                                                                |            |            | Jaume Matas i Palou                     | PP    |
| Ministre de la Science et de la Technologie                                                |            |            | Anna María Birulés i Bertrán            | Sans  |
| Ministre porte-parole du gouvernement                                                      |            |            | Pío Cabanillas Alonso                   | Sans  |

### Remaniement du27 février 2001
- Les nouveaux ministres sont indiqués en gras, ceux ayant changé d'attribution en italique.

| Portefeuille                                                                               | Titulaires | Titulaires | Titulaires                              | Parti |
| ------------------------------------------------------------------------------------------ | ---------- | ---------- | --------------------------------------- | ----- |
| Président du gouvernement                                                                  |            |            | José María Aznar López                  | PP    |
| Premier vice-président du gouvernement Ministre de l'Intérieur                             |            |            | Mariano Rajoy Brey                      | PP    |
| Second vice-président du gouvernement pour les Affaires économiques Ministre de l'Économie |            |            | Rodrigo de Rato y Figaredo              | PP    |
| Ministre des Affaires étrangères                                                           |            |            | Josep Piqué i Camps                     | PP    |
| Ministre de la Justice                                                                     |            |            | Ángel Jesús Acebes Paniagua             | PP    |
| Ministre de la Défense                                                                     |            |            | Federico Trillo-Figueroa Martínez-Conde | PP    |
| Ministre des Finances                                                                      |            |            | Cristóbal Ricardo Montoro Romero        | PP    |
| Ministre de l'Équipement                                                                   |            |            | Francisco Álvarez-Cascos Fernández      | PP    |
| Ministre de l'Éducation, de la Culture et des Sports                                       |            |            | Pilar del Castillo Vera                 | Sans  |
| Ministre du Travail et des Affaires sociales                                               |            |            | Juan Carlos Aparicio Pérez              | PP    |
| Ministre de l'Agriculture, de la Pêche et de l'Alimentation                                |            |            | Miguel Arias Cañete                     | PP    |
| Ministre de la Présidence                                                                  |            |            | Juan José Lucas Giménez                 | PP    |
| Ministre des Administrations publiques                                                     |            |            | Jesús María Posada Moreno               | PP    |
| Ministre de la Santé et de la Consommation                                                 |            |            | Celia Villalobos Talero                 | PP    |
| Ministre de l'Environnement                                                                |            |            | Jaume Matas i Palou                     | PP    |
| Ministre de la Science et de la Technologie                                                |            |            | Anna María Birulés i Bertrán            | Sans  |
| Ministre porte-parole du gouvernement                                                      |            |            | Pío Cabanillas Alonso                   | Sans  |

### Remaniement du10 juillet 2002
| Portefeuille                                                                                  | Titulaires | Titulaires | Titulaires                                  | Parti |
| --------------------------------------------------------------------------------------------- | ---------- | ---------- | ------------------------------------------- | ----- |
| Président du gouvernement                                                                     |            |            | José María Aznar López                      | PP    |
| Premier vice-président du gouvernement Ministre de la Présidence Porte-parole du gouvernement |            |            | Mariano Rajoy Brey                          | PP    |
| Second vice-président du gouvernement pour les Affaires économiques Ministre de l'Économie    |            |            | Rodrigo de Rato y Figaredo                  | PP    |
| Ministre des Affaires étrangères                                                              |            |            | Ana Isabel de Palacio y del Valle Lersundi  | PP    |
| Ministre de la Justice                                                                        |            |            | José María Michavila Núñez                  | PP    |
| Ministre de la Défense                                                                        |            |            | Federico Trillo-Figueroa Martínez-Conde     | PP    |
| Ministre des Finances                                                                         |            |            | Cristóbal Ricardo Montoro Romero            | PP    |
| Ministre de l'Intérieur                                                                       |            |            | Ángel Jesús Acebes Paniagua                 | PP    |
| Ministre de l'Équipement                                                                      |            |            | Francisco Álvarez-Cascos Fernández          | PP    |
| Ministre de l'Éducation, de la Culture et des Sports                                          |            |            | Pilar del Castillo Vera                     | PP    |
| Ministre du Travail et des Affaires sociales                                                  |            |            | Eduardo Andrés Julio Zaplana Hernández-Soro | PP    |
| Ministre de l'Agriculture, de la Pêche et de l'Alimentation                                   |            |            | Miguel Arias Cañete                         | PP    |
| Ministre des Administrations publiques                                                        |            |            | Francisco Javier Arenas Bocanegra           | PP    |
| Ministre de la Santé et de la Consommation                                                    |            |            | Ana María Pastor Julián                     | PP    |
| Ministre de l'Environnement                                                                   |            |            | Jaume Matas i Palou (jusqu'au 28/02/2003)   | PP    |
| Ministre de l'Environnement                                                                   |            |            | María Elvira Rodríguez Herrer               | PP    |
| Ministre de la Science et de la Technologie                                                   |            |            | Josep Piqué i Camps                         | PP    |

### Remaniement du4 septembre 2003
- Les nouveaux ministres sont indiqués en gras, ceux ayant changé d'attribution en italique.

| Poste                                                                     | Titulaire | Titulaire | Titulaire                                   | Parti |
| ------------------------------------------------------------------------- | --------- | --------- | ------------------------------------------- | ----- |
| Président du gouvernement                                                 |           |           | José María Aznar López                      | PP    |
| Premier vice-président du gouvernement Ministre de l'Économie             |           |           | Rodrigo de Rato y Figaredo                  | PP    |
| Second vice-président du gouvernement Ministre de la Présidence           |           |           | Francisco Javier Arenas Bocanegra           | PP    |
| Ministre des Affaires étrangères                                          |           |           | Ana Isabel de Palacio y del Valle Lersundi  | PP    |
| Ministre de la Justice                                                    |           |           | José María Michavila Núñez                  | PP    |
| Ministre de la Défense                                                    |           |           | Federico Trillo-Figueroa Martínez-Conde     | PP    |
| Ministre des Finances                                                     |           |           | Cristóbal Ricardo Montoro Romero            | PP    |
| Ministre de l'Intérieur                                                   |           |           | Ángel Jesús Acebes Paniagua                 | PP    |
| Ministre de l'Équipement                                                  |           |           | Francisco Álvarez-Cascos Fernández          | PP    |
| Ministre de l'Éducation, de la Culture et des Sports                      |           |           | Pilar del Castillo Vera                     | PP    |
| Ministre du Travail et des Affaires sociales Porte-parole du gouvernement |           |           | Eduardo Andrés Julio Zaplana Hernández-Soro | PP    |
| Ministre de l'Agriculture, de la Pêche et de l'Alimentation               |           |           | Miguel Arias Cañete                         | PP    |
| Ministre des Administrations publiques                                    |           |           | Julia García-Valdecasas Salgado             | PP    |
| Ministre de la Santé et de la Consommation                                |           |           | Ana María Pastor Julián                     | PP    |
| Ministre de l'Environnement                                               |           |           | María Elvira Rodríguez Herrer               | PP    |
| Ministre de la Science et de la Technologie                               |           |           | Juan Costa Climent                          | PP    |